# Membranobalanus orcutti
Membranobalanus orcutti är en kräftdjursart som först beskrevs av Henry Augustus Pilsbry 1907.  Membranobalanus orcutti ingår i släktet Membranobalanus och familjen Archaeobalanidae. Inga underarter finns listade i Catalogue of Life.